# Maracanã (Rio de Janeiro)
Maracanã è un quartiere (bairro) della Zona Nord della città di Rio de Janeiro in Brasile.
Maracanã è stata una delle quattro località individuate per ospitare le gare delle olimpiadi estive del 2016, insieme a Deodoro, Barra da Tijuca e Copacabana.

## Amministrazione
Maracanã fu istituito come bairro a sé stante il 23 luglio 1981 come parte della Regione Amministrativa IX - Vila Isabel del municipio di Rio de Janeiro.